# Jamison City
Jamison City és una concentració de població designada pel cens dels Estats Units a l'estat de Pennsilvània. Segons el cens del 2000 tenia 102 habitants.

## Demografia
Segons el cens del 2000, Jamison City tenia 102 habitants, 46 habitatges, i 28 famílies. La densitat de població era de 164,1 habitants per quilòmetre quadrat.
Dels 46 habitatges en un 23,9% hi vivien nens de menys de 18 anys, en un 50% hi vivien parelles casades, en un 6,5% dones solteres, i en un 39,1% no eren unitats familiars. En el 30,4% dels habitatges hi vivien persones soles el 21,7% de les quals corresponia a persones de 65 anys o més que vivien soles. El nombre mitjà de persones vivint en cada habitatge era de 2,22 i el nombre mitjà de persones que vivien en cada família era de 2,79.
Per edats la població es repartia de la següent manera: un 19,6% tenia menys de 18 anys, un 7,8% entre 18 i 24, un 34,3% entre 25 i 44, un 12,7% de 45 a 60 i un 25,5% 65 anys o més.
L'edat mediana era de 40 anys. Per cada 100 dones de 18 o més anys hi havia 110,3 homes.
La renda mediana per habitatge era de 36.250 $ i la renda mediana per família de 36.250 $. Els homes tenien una renda mediana de 35.000 $ mentre que les dones 20.156 $. La renda per capita de la població era de 17.873 $. Entorn del 6,3% de les famílies i el 4,2% de la població estaven per davall del llindar de pobresa.

## Poblacions més properes
El següent diagrama mostra les poblacions més properes.